# Histoires de sociétés futures
Histoires de sociétés futures est le vingt-sixième tome, et le quatorzième volume de la deuxième série, de La Grande Anthologie de la science-fiction.
Préfacé par Jacques Goimard, il réunit quinze nouvelles.

## Publication
- Jacques Goimard (dir.), Histoires de sociétés futures, Le Livre de poche n°3811, 1984, 445 p., 11 x 16,5 cm  (ISBN 2-253-03463-0)

## Extraits de la préface
« (…) Il est traditionnel d'opposer l'utopie et l'anti-utopie comme des représentations du paradis sur Terre et de l'enfer sur Terre. Ce seraient des genres symétriques nés de deux attitudes symétriques : l'optimisme et le pessimisme. (…) Autre hypothèse : l'utopie a en gros précédé la révolution industrielle et accompagne ses premières phases. Elle est caractéristique d'une société qui commence à bouger sans qu'on sache encore très bien quelle direction elle va prendre. (…) Au contraire l'anti-utopie s'installe au moment où la révolution industrielle montre ses limites. (…) Les utopistes écrivaient dans des sociétés bloquées ; ils imaginaient un ailleurs pour ne pas finir sur le bûcher, ou en prison, ou en Sibérie. Les anti-utopistes vivent dans des sociétés permissives où ils peuvent dire à peu près ce qu'ils veulent ; ils en profitent pour situer leurs histoires dans un avenir, mais aussi pour en rajouter un peu, dans l’espoir de souffler sur les passions de leurs lecteurs et d’attiser le brasier, soit pour mieux avertir, soit tout simplement pour intéresser. (…) Cette sombre délectation tient peut-être à la paranoïa ambiante, mais surtout à la société du spectacle, qui a succédé aux sociétés répressives productrices d'utopies. En bref, les utopistes étaient sûrement moins optimistes que les utopies, et les anti-utopistes moins pessimistes que les anti-utopies.

(…) Le recueil que voici groupe des nouvelles de S.-F. moderne : la plus ancienne (mais non la moindre) remonte à 1951. Toutes sauf une sont américaines. Le courant contestataire, richement représenté ailleurs, n'apparaît ici que dans une histoire (…). La plupart des récits peuvent passer pour des représentations de l'enfer sur Terre, mais s'il faut désigner une dominante nous la chercherons moins du côté de l’anti-utopie que de la critique. Une critique parfois déchirante (…), parfois humoristique (…), parfois les deux en même temps (…) ; une critique distanciée par l'objectivité feinte (…) ou la volonté aristocratique de souffrir en beauté (…) ; une critique spécialement atroce quand le piège est ainsi conçu qu'il ne permet ni de rire ni de pleurer (…).  »
— Extraits de la préface, p. 8, 9, 10 et 14

## Nouvelles

### Pour l'amour de Grace
- Auteur : Suzette Haden Elgin
- Titre initial : For the Sake of Grace
- Nouvelle traduite de l’anglais par Frank Straschitz, initialement parue dans The Magazine of Fantasy & Science Fiction no 216, mai 1969.
- Résumé : Sur la planète Abba, la société, fondée sur le patriarcat, expose à des sanctions et des traitements médicaux les femmes qui dévient des règles. Pour suivre l’exemple de ses frères, une jeune fille de douze ans entreprend de s’inscrire aux concours de Poésie, même si le prix de l’échec est la réclusion et le silence à vie, conduisant à la folie. Sa réussite jusqu’au plus haut niveau lui procurera un statut inédit, à la grande stupéfaction de son père.

### Les Champs d'or
- Auteur : Kit Reed
- Titre initial : Golden Acres
- Nouvelle traduite de l’anglais par Dorothée Tiocca, initialement parue dans Mister Da V. and Other Stories, 1967.
- Résumé : Un couple âgé s’installe dans un complexe résidentiel où tout est organisé pour le confort, la sécurité et la santé des seniors. En fait, leurs enfants les ont placés là pour se débarrasser d’eux. Tandis que la femme, résignée, se persuade de ne voir que le bon côté de leur situation, le mari veut s’enfuir et retrouver son environnement d’antan. Mais on ne peut pas s’échapper de ce qui est en fait un mouroir.

### Un cimetière sur toute la Terre
- Auteur : C. C. MacApp (en)
- Titre initial : And All the Earth a Grave
- Nouvelle traduite de l’anglais par Michel Deutsch, initialement parue dans Galaxy Science Fiction n°126, décembre 1963.
- Résumé : À la suite d'une erreur technique, une société qui fabrique des cercueils en fabrique cinquante fois plus que prévu. Du coup le budget publicité-marketing est cinquante fois plus élevé que l'année précédente. Les responsables des ventes engagent alors une campagne de publicité gigantesque pour vendre ces milliers de tonnes de cercueils. Le public est assez étonné. Les gens achètent des cercueils, d'abord un peu, puis beaucoup. Acheter un cercueil devient un acte courant, à la mode. Des cercueils de toutes tailles, de tous poids, en bois, pierre, cuir, argent, or, sont fabriqués. Les autres sociétés commerciales s'y mettent aussi, puis l'Europe, l'URSS, la Chine. Ensuite, pour les responsables du marketing des entreprises concernées, il faut que les gens « utilisent leurs cercueils ». Il devient donc tendance de dormir dans un cercueil. Surgit alors la mode des suicides : quoi de plus normal que de remplir le cercueil qu'on a acheté ? Quelques années plus tard, la surface de la Terre s'est vidée : tous les humains sont morts et « résident » dans leurs cercueils.
- Articles connexes : Société de consommation - Économie de l'offre - Comportement grégaire - La Longue Marche des cornichons (nouvelle humoristique)

### Gagner la paix
- Auteur : Frederik Pohl
- Titre initial : The Waging of the Peace
- Nouvelle traduite de l’anglais par Michel Deutsch, initialement parue dans Galaxy Science Fiction n°100, août 1959.
- Résumé : Pour empêcher l'industrie d'être anéantie lors d'une éventuelle guerre nucléaire, on a fabriqué des usines souterraines, entièrement indépendantes, automatisées et robotisées. Le problème est qu'elles produisent trop et inondent les habitants en surface d'objets très souvent inutiles ou invendables. Comment stopper cette spirale infernale ? On imagine d'abord acheter moins d'objets et interdire la publicité. Puis une guerre a lieu contre les Machines. D'abord infructueuses, les offensives humaines sont couronnées de succès lorsqu'on prive les usines souterraines de matières premières. Effectivement, la surface cesse assez rapidement d'être inondée par les objets manufacturés venus du sous-sol. Jusqu'au jour où les usines envoient en surface des objets créés « à partir de rien », sans matières premières. Comment faire pour réagir ? Et comment se débarrasser de ces nouveaux objets, apparemment inusables ? Et s'il n'y avait pas de solution à ce problème ?

### Les Ailes du chant
- Auteur : Lloyd Biggle, Jr.
- Titre initial : Wings of Song
- Nouvelle traduite de l’anglais par Michèle Santoire, initialement parue dans The Magazine of Fantasy & Science Fiction n°150, novembre 1963.
- Résumé : Un collectionneur découvre chez un antiquaire un violon incomplet, fait d’une matière disparue de la Terre : du bois. Sur une planète lointaine, il trouve un sculpteur sur bois ainsi peut-être que le dernier arbre de la galaxie. Dès lors, il accumule de nombreux objets en bois afin de réparer l’instrument et en jouer. Mais la musique est morte et il finit par jeter le violon.

### …et pour toujours Gomorrhe
- Auteur : Samuel R. Delany.
- Titre initial : Aye, and Gomorrha… avec une traduction par René Lathière et Alain Dorémieux, initialement parue dans Dangerous Visions, 1967.

### Paiement d'avance
- Auteur : William Tenn

### La Course des papillons de nuit
- Auteur : Richard Hill
- Titre initial : Moth Race
- Nouvelle traduite de l’anglais par Sylvie Finkielsztajn, initialement parue dans Again, Dangerous Visions , 1972.
- Résumé : Dans une société contrôlée, une course annuelle permet aux spectateurs de se défouler et de libérer leurs tensions. Les participants doivent éviter des portes surgissant aléatoirement du sol devant leur voiture. Depuis la création de la course, un seul champion a réussi à gagner et est devenu objet d’admiration, mais il semble maintenant désabusé, au point de remettre son titre en jeu, et de perdre. Mais d’autres candidats se précipitent aussitôt pour lui succéder.

### Les Colporteurs de souffrance
- Auteur : Robert Silverberg
- Titre initial : The Pain Peddlers
- Nouvelle traduite par Arlette Rosenblum, rédigée en novembre 1962 et initialement parue dans Galaxy Science Fiction n°124, août 1963.

### Les Sculpteurs de nuages de Corail D
- Auteur : J. G. Ballard
- Titre initial : The Cloud-Sculptors of Coral D
- Nouvelle initialement parue dans The Magazine of Fantasy & Science Fiction n°199, décembre 1967.
- Résumé : Utilisant des planeurs et de l’iodure d’argent, des artistes rivalisent d’imagination et d’audace pour créer des formes dans les nuages, qui disparaissent finalement en pluie. Engagés par une milliardaire égocentrique et narcissique pour la portraitiser, certains y laisseront finalement leur vie, ainsi que leur modèle dans le déferlement d’un cyclone.

### Mécène
- Auteur : William Rotsler
- Titre initial : Patron of the Arts
- Nouvelle traduite de l’anglais par Jacques Polanis, initialement parue dans Universe 2, 1972.
- Résumé : Grâce à la science ont été créées des œuvres d’art s’exprimant à travers un cube, qui allie l’image, différente selon l’angle de vision, et des sensations produites par des ondes. Un artiste excelle dans cet art, et bénéficie de l’appui d’un homme d’affaires richissime. Celui-ci passe commande d’une représentation de sa femme, qui les fascinent tous les deux. Le résultat est extraordinaire, mais le prix à payer pour le mécène est la perte de son épouse, conquise par la personnalité de l’artiste.

### Monde en tranches le mardi seulement
- Auteur : Philip José Farmer.
- Titre initial : The Sliced-Crosswise Only-On-Tuesday World.
- Nouvelle traduite de l’anglais par Ronald Blunden, initialement parue dans New Dimensions 1, 1971.
- Résumé : Pour faire face à la surpopulation, chaque être humain vit un seul jour de la semaine, et passe les autres en existence suspendue dans un pétrificateur. Un habitant du mardi, après être tombé amoureux d’une habitante du mercredi qu’il a vue dans sa machine, entreprend avec l’aide d’un psychiatre les démarches pour changer de jour de vie, action irréversible. Mais au même moment, elle-même désireuse de changer, cette habitante obtient de vivre le mardi, aidée en cela par le psychiatre captivé par sa beauté.

### Plus fort que la camisole
- Auteur : Wyman Guin
- Titre initial : Beyond Bedlam
- Nouvelle traduite de l’anglais par Jacques Polanis, initialement parue dans Galaxy Science Fiction n°11, août 1951.
- Résumé :

### Maintenant, c’est l’éternité
- Auteur : Thomas M. Disch
- Titre initial : Now Is Forever
- Nouvelle traduite de l’anglais par Roland Delouya, initialement parue dans Amazing Stories vol.38 n°3, mars 1964, sous le pseudonyme de Dobbin Thorpe.
- Résumé :

L'humanité a inventé une machine extraordinaire, le reprostat, qui permet de créer toute chose dont on a besoin ou envie, ainsi que de dupliquer tout ce qui existe. Il s'ensuit qu'on n'a plus besoin d'usines, d'entreprises, de banques, de commerces, de police, etc., puisque tout peut être créé à volonté. Le problème est que cette nouvelle ère d'abondance entraîne la disparition de tous les repères sociaux et la fuite éperdue des gens dans un nouvel hédonisme égoïste, festif et sexuel. Le tissu social se délite complètement ; il n'y a plus de société cohérente.
- Remarque : pour une autre machine permettant la copie infinie, voir Tout avoir....

### Le Monde comme volonté et revêtement mural
- Auteur : R. A. Lafferty.
- Titre initial : The World as Will and Wallpaper.